# Esmé Berman
Esmé Berman (geboren als Esmé Cohen 2. Juli 1929 in Johannesburg; gestorben 4. Juni 2017 in Johannesburg) war eine südafrikanische Kunsthistorikerin.

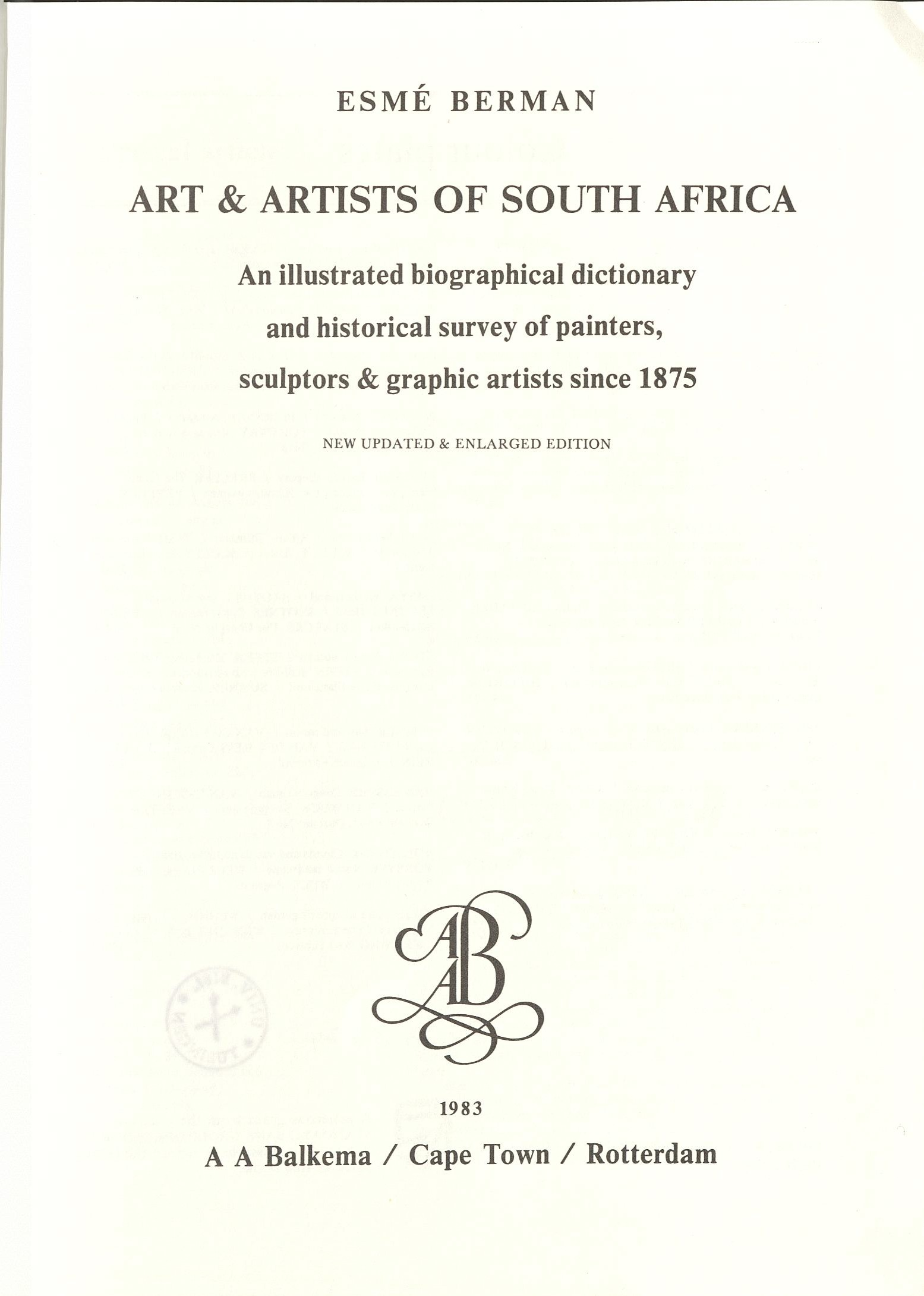
Art and artists (Neuausgabe 1983)

## Leben
Esmé Cohen besuchte die Johannesburg High School for Girls und studierte ab 1946 Kunst und Psychologie an der Witwatersrand-Universität, graduierte 1950 bei Heather Martienssen und studierte dann noch Sprechen und Drama in London am Trinity College. Sie arbeitete danach freiberuflich als Kunstkritikerin und produzierte auch Radiobeiträge. Eine Mentorin war die emigrierte Kunsthistorikerin Maria Stein-Lessing. Befreundet war sie auch mit dem Paläontologen Phillip Tobias. Seit 1952 war sie mit dem Geschäftsmann Hymie Berman verheiratet, sie hatten drei Kinder. Seit 1969 war sie Mitglied der Association Internationale des Critiques d’Art. Berman verließ 1987 mit ihrem Mann Südafrika, da sie die Apartheidpolitik nicht mehr mittragen wollten, sie zogen nach Los Angeles und kehrten erst 2002 zurück.  
Berman veröffentlichte 1970 das erste Übersichtswerk über die Kunst in Südafrika und in der Folge weitere Aufsätze und Bücher, unter anderem über Irma Stern, J H Pierneef, Maggie Laubser und Alexis Preller. Sie kuratierte Ausstellungen südafrikanischer Künstler. Im Jahr 2016 wurde sie mit der Ehrendoktorwürde der Witwatersrand-Universität ausgezeichnet. Ihre Arbeit aus dem Jahr 1970 wurde später als vorurteilsbehaftet kritisiert, da sie angeblich das künstlerische Wirken der farbigen Bevölkerungsmehrheit außer Acht ließ. 

## Schriften (Auswahl)
- Art & artists of South Africa. An illustrated biographical dictionary and historical survey of painters, sculptors & graphic artists since 1875. Balkema, Cape Town 1970;	New updated & enlarged edition. Balkema, Cape Town 1983; 	New updated & enlarged edition, 3. Edition, Southern Book Publ., Halfway House 1993, ISBN 1-86812-345-6.
- The South African art market 1971/1972; a handbook for collectors, 1972
- The Story of South African Painting, 1974
- Painting in South Africa, 1993
- Alexis Preller : Africa, the sun and shadows. 2010